# اولتیماتوم بورن
اولتیماتوم بورن یا  اتمام حجت بورن (به انگلیسی: The Bourne Ultimatum) نام یک فیلم حادثه ای جاسوسی مهیج آمریکایی محصول سال ۲۰۰۷ و به کارگردانی پل گرینگرس، و نویسندگی تونی گیلروی، اسکات زد. برنس و جرج نلفی است. این فیلم سومین قسمت در مجموعه فیلم‌های بورن  بعد از فیلم برتری بورن در سال ۲۰۰۴ محسوب می‌شود و مت دیمون همچنان در نقش جیسون بورن می‌درخشد. از دیگر بازیگران فیلم می‌توان به جولیا استایلز، دیوید استراترن، اسکات گلن و آلبرت فینی اشاره کرد. در این فیلم جیسون بورن همچنان به دنبال هویت خودش است.

## خلاصه داستان
جیسون بورن پس از زخمی شدن در جریان تعقیب‌وگریز توسط مأمور روسی به نام کیریل، از دست پلیس مسکو فرار می‌کند. در این میان، خاطرات دردناک از گذشته و نحوه پیوستنش به پروژه مخفی تردستون (Treadstone) دوباره ذهنش را درگیر می‌کند. حدود یک ماه و نیم بعد، پاملا لندی، معاون مدیر سیا، اعترافات صوتی وارد ابوت، رئیس سابق تردستون که حالا مرده است، را به مدیر کل سازمان، ازرا کرامر، ارائه می‌دهد. در همین زمان، سایمون راس، روزنامه‌نگار نشریه گاردین در تورین، اطلاعاتی درباره بورن و پروژه جدیدتر، یعنی بلک‌برایر (Blackbriar)، به‌دست می‌آورد.
سیا از طریق سیستم شنود ECHELON متوجه استفاده راس از واژه «بلک‌برایر» در یک تماس تلفنی می‌شود و رد او را می‌زند. بورن که مقاله‌های او را خوانده و از قتل ماری در هند باخبر شده، با برادرش، مارتین، تماس می‌گیرد و پس از آن، برای دیدار با راس در ایستگاه واترلو در لندن برنامه‌ریزی می‌کند. اما زمانی که متوجه تحت تعقیب بودن راس توسط سیا می‌شود، به او برای فرار کمک می‌کند. در جریان این عملیات، راس که دچار وحشت شده، با شلیک یکی از مأموران بلک‌برایر به نام پاز کشته می‌شود؛ مأموری که از سوی معاون سیا، نوآ واسن، مأموریت یافته بود.
واسن و تیمش با همکاری ناخوشایند لندی، یادداشت‌های راس را تحلیل کرده و به منبع او، نیل دنیلز، رئیس ایستگاه سیا در مادرید، پی می‌برند. بورن به مادرید می‌رود و در دفتر دنیلز با نیکی پارسونز، یکی از عوامل سابق تردستون و آشنای قدیمی‌اش مواجه می‌شود. نیکی به او می‌گوید که دنیلز به طنجه فرار کرده و به بورن برای فرار از مأموران سیا کمک می‌کند.
در همین حین، واسن مأمور قاتلی به نام دش بوکسانی را به طنجه می‌فرستد تا دنیلز، نیکی و بورن را از بین ببرد؛ اقدامی که با مخالفت شدید لندی روبه‌رو می‌شود. بورن رد دش را می‌زند، او را درگیر می‌کند و در نهایت برای نجات جان نیکی، خفه‌اش می‌کند، اما موفق به نجات دنیلز نمی‌شود. سپس نیکی را به مکانی امن می‌فرستد. در چمدان دنیلز، نشانی دفتری محرمانه در نیویورک را پیدا می‌کند که دفتر مرکزی بلک‌برایر به حساب می‌آید و راهی آمریکا می‌شود.
در نیویورک، بورن با لندی تماس می‌گیرد؛ تماس توسط واسن شنود می‌شود. لندی به او می‌گوید که نام واقعی‌اش «دیوید وب» است و تاریخ تولدش «۱۵ آوریل ۱۹۷۱». بورن پیامی رمزی با نشانی محل ملاقات برای لندی می‌فرستد. واسن گمان می‌برد بورن قصد ملاقات دارد و با تیمی عملیاتی به‌سمت محل می‌رود، درحالی‌که بورن وارد دفتر شخصی او شده و فایل‌های سری بلک‌برایر را سرقت می‌کند. واسن پس از مطلع شدن از ماجرا، قاتلش، پاز، را روانه تعقیب بورن می‌کند و همچنین دکتر آلبرت هیرش، مسئول اجرای پروژه تردستون، را از موضوع مطلع می‌سازد.
در تعقیبی نفس‌گیر، بورن و پاز هردو تصادف می‌کنند. بورن با وجود اینکه می‌تواند پاز را بکشد، از این کار خودداری می‌کند. سپس به بیمارستانی در خیابان 415 شرق 71 نیویورک، که معنای پیام رمزی لندی بود، می‌رود و فایل‌ها را به او تحویل می‌دهد. در آنجا با دکتر هیرش مواجه می‌شود که به او یادآور می‌شود پیوستن به پروژه تردستون با میل خودش بوده است. بورن از آنجا می‌گریزد اما پاز با اسلحه جلویش را می‌گیرد. بورن به او یادآوری می‌کند که آن‌ها قربانی تصمیمات دیگران هستند. پاز تسلیم می‌شود، اما واسن از راه می‌رسد و به سمت بورن تیراندازی می‌کند؛ بورن خود را به داخل رودخانه می‌اندازد.
چند روز بعد، نیکی در یک گزارش تلویزیونی می‌بیند که پروژه بلک‌برایر افشا شده، واسن و هیرش بازداشت شده‌اند، و علیه کرامر پرونده‌ای قضایی باز شده است. وقتی گوینده خبر اعلام می‌کند جسد بورن پیدا نشده، لبخندی بر لب نیکی می‌نشیند. بورن، زنده از آب بیرون آمده و در تاریکی شنا می‌کند.

## بازیگران
- مت دیمون در نقش جیسون بورن
- جولیا استایلز در نقش نیکی پارسونز
- دیوید استراترن در نقش نوآ ووسن
- اسکات گلن در نقش عزرا کِرامر
- پدی کانسیداین در نقش سیمون راس
- ادگار رامیرس در نقش پاز
- آلبرت فینی در نقش دکتر آلبرت هیرش
- جوآن آلن در نقش پاملا لندی
- دانیل برول در نقش مارتین کروتز

## جوایز
- برنده جایزه اسکار برای بهترین ویرایش فیلم
- برنده جایزه اسکار برای بهترین تنظیم صدا
- برنده جایزه اسکار برای بهترین صدا

## جستار‌های وابسته
- هویت بورن
- برتری بورن
- میراث بورن
- جیسون بورن
- بورن (مجموعه‌فیلم)